# 風琴
風琴（英語：Organ）是一種鍵盤樂器，外形類似直立式鋼琴，通過腳下的踏板送風，吹響音管，並配合雙手鍵盤彈奏的一種樂器。踏板鼓風進入風道，如果不彈奏，則整個風道是密閉的；當手指按下某琴鍵後，該鍵對應的音管的管塞就會打開，氣流通過而吹響音管，則發出一個樂音。
管風琴在西方宗教，尤其是基督宗教的彌撒儀式上，扮演著莫大的信仰角色。簧風琴在日治時代被引入臺灣的中小學音樂教室，至20世紀末才漸漸汰除。至今，音樂課的風琴仍存在於多數台灣人的記憶中。

## 外部連結
- 管风琴音乐（MP3录音） Archive.today的存檔，存档日期2012-12-05
- （英文）Organ Music of the Day （页面存档备份，存于）